# Théâtre de rue
 (septembre 2009).
Si vous disposez d'ouvrages ou d'articles de référence ou si vous connaissez des sites web de qualité traitant du thème abordé ici, merci de compléter l'article en donnant les références utiles à sa vérifiabilité et en les liant à la section « Notes et références ».
Le théâtre de rue est une forme de spectacle et de représentation théâtrale exécutée dans un espace public, généralement extérieur. Les artistes jouent avec la rue, l'utilisent comme décor et incluent dans leur prestation les impulsions venant de l'extérieur, en particulier du public. Dans le cas contraire, ils ne font que transporter en plein-air leurs créations destinées à la scène.

## Généralités
En mai 1968 le théâtre est sorti des lieux qui lui ont été réservés traditionnellement et s'est transformé en spectacle de rue.
Cela aurait pu faire renaître le « théâtre d'intervention » des années trente ou bien l'« agitprop » façon soviétique, pratiqué même en France dans les années 1950. En réalité, les spectacles de rue, produits à partir de 1968, sont plutôt festifs,. Cela n'empêche pas certaines compagnies de contester « l'ordre établi » : Théâtre de l'Unité, Living Theatre (États-Unis), Cacahuète, Akademia ruchu (Pologne), Générik vapeur, Illotopie, Litsédei (Russie), etc.
Les acteurs du théâtre de rue vont des simples bateleurs aux compagnies constituées de théâtre, de danse, de mime, de musique ou de marionnettes. Il existe de nombreuses troupes et des dizaines de festivals spécialisés qui les mettent en valeur.
La logistique du théâtre de rue impose des costumes et décors simples, et généralement il y a peu ou pas de matériel d’éclairage et d'amplification du son. Cependant, certaines compagnies ont développé des formes de spectacles complexes, techniquement exigeantes, et se sont équipées en conséquence ou demandent aux organisateurs de leur fournir le nécessaire.
Les artistes sont parfois subventionnés et assez souvent rémunérés par la municipalité ou une autre structure culturelle qui organise une représentation, une exposition, un défilé, un festival. Mais quand leur intervention conteste trop l'ordre établi, ils peuvent finir au poste de police…
La plupart du temps les spectacles de rue sont donc gratuits pour le public, mais s'ils ne sont pas organisés par les pouvoirs publics les interprètes font la manche, passent le chapeau après leur prestation.
Peu à peu, les pouvoirs publics ont appris à utiliser le spectacle de rue pour :
- offrir un moyen d'expression aux groupes défavorisés ;
- renforcer la cohésion sociale ;
- contredire la morosité ambiante.

Les municipalités privilégient des espaces où il peut y avoir un grand nombre de spectateurs mais le théâtre de rue se pratique aussi dans des centres commerciaux, gares, parkings, etc.
Dans l'espace public, les spectateurs et spectatrices s'engagent physiquement. D'abord, s'il s'agit d'une déambulation ils se mettent en mouvement pour suivre le spectacle; chacun ajuste sans cesse sa position, son attitude, sa perception. De plus le spectacle de rue modifie les règles sociales. Les distances entre les personnes changent, souvent elles se rapprochent. On peut se regarder, se sourire, se frôler, et même se parler. Ces relations élastiques montrent combien les corps des spectateurs participent à la formation de l'espace public, selon les situations, même en dehors d'un spectacle.
Pour compléter cet article, on peut lire l'entrée Spectacles de rue.

## Festivals de rue
Les festivals proposent des spectacles très divers. Ils utilisent l’espace public, sont généralement gratuits et accessibles à tous : attirent un public de tout âge et de tout milieu social. Les artistes de rue qui s’y produisent sont généralement des professionnels et touchent à plusieurs domaines artistiques.

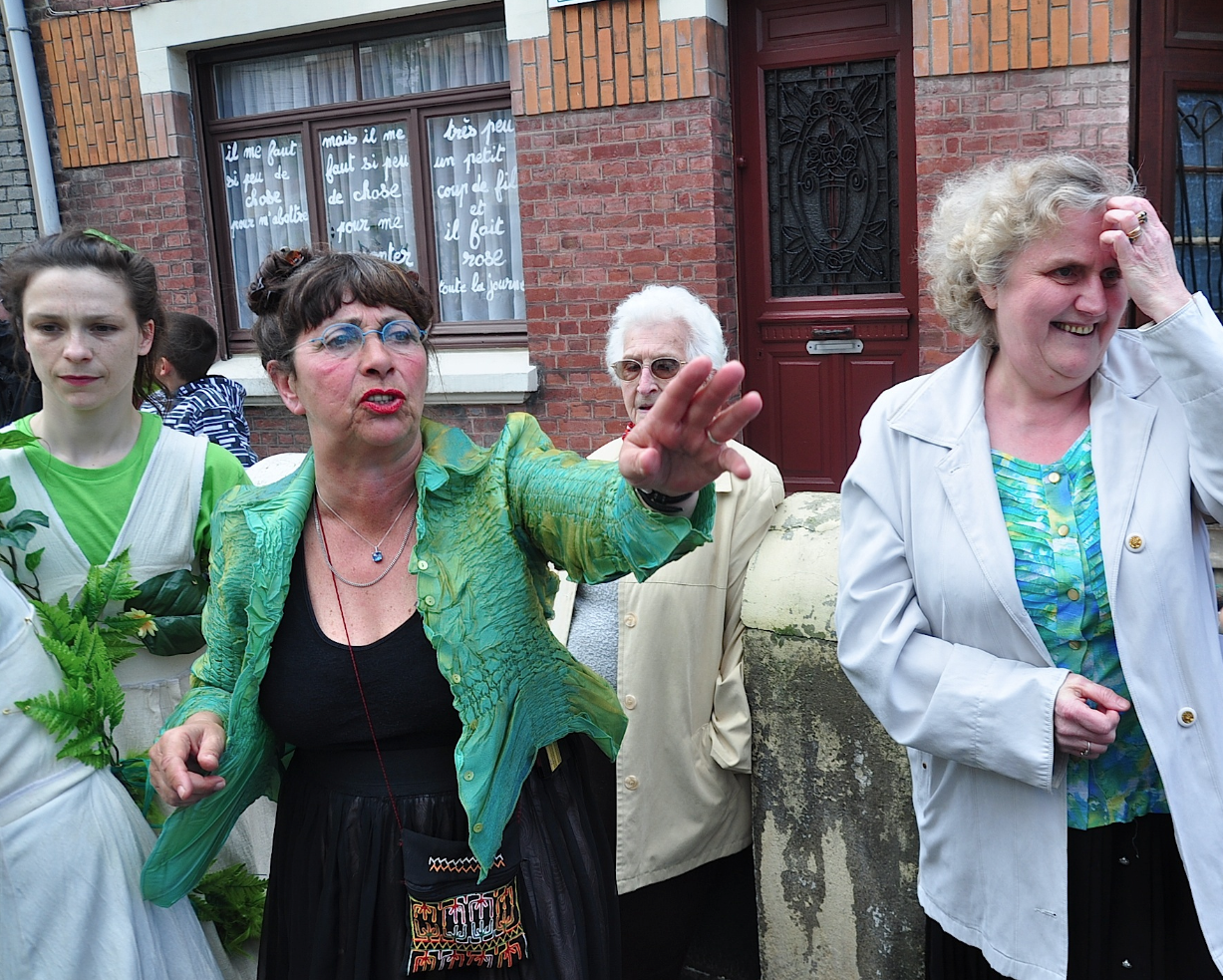
Hervée De Lafond et le Théâtre de l'Unité à Béthune.

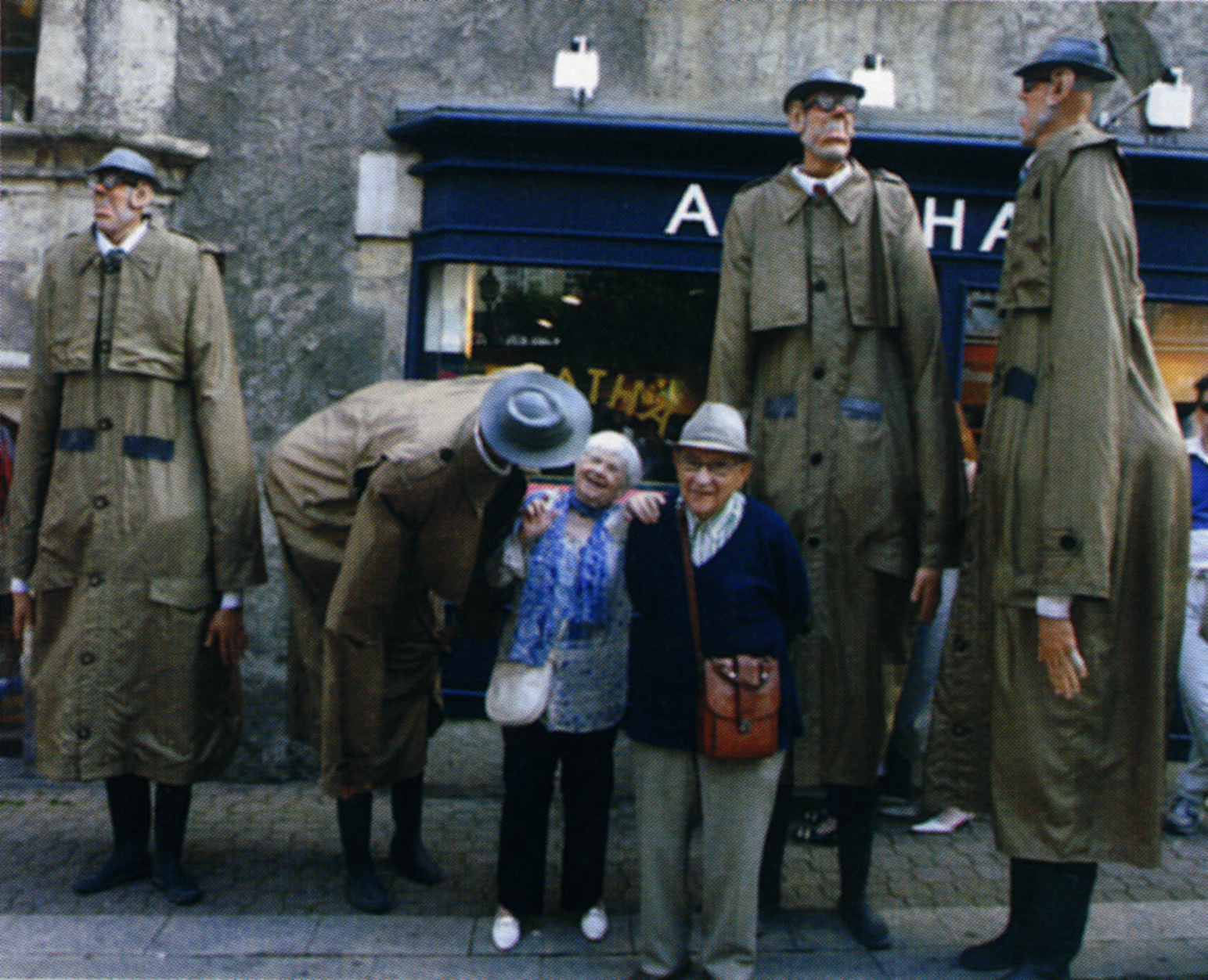
Les Zaccros d'ma rue à Nevers.

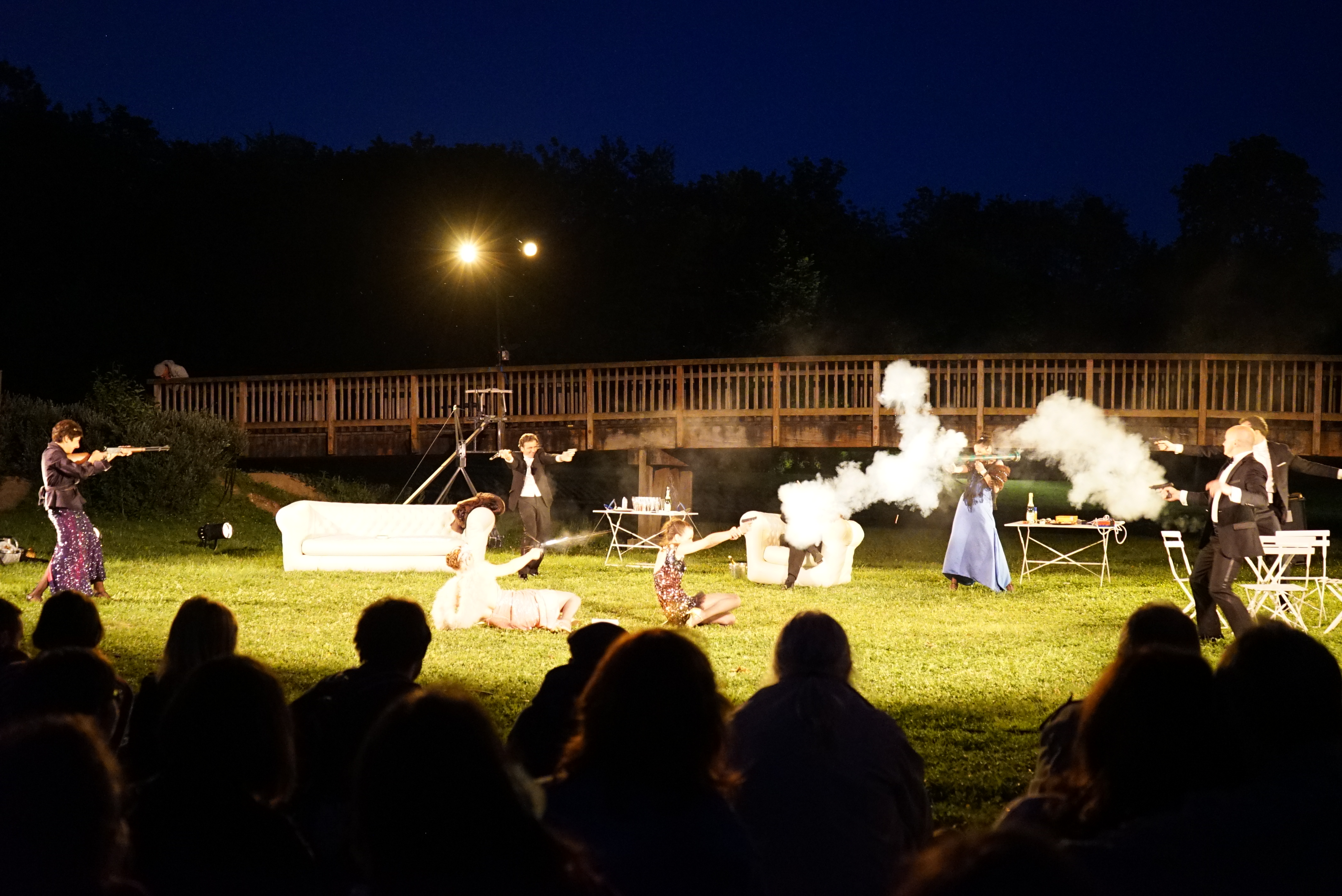
Coktail partie lors des Furies.

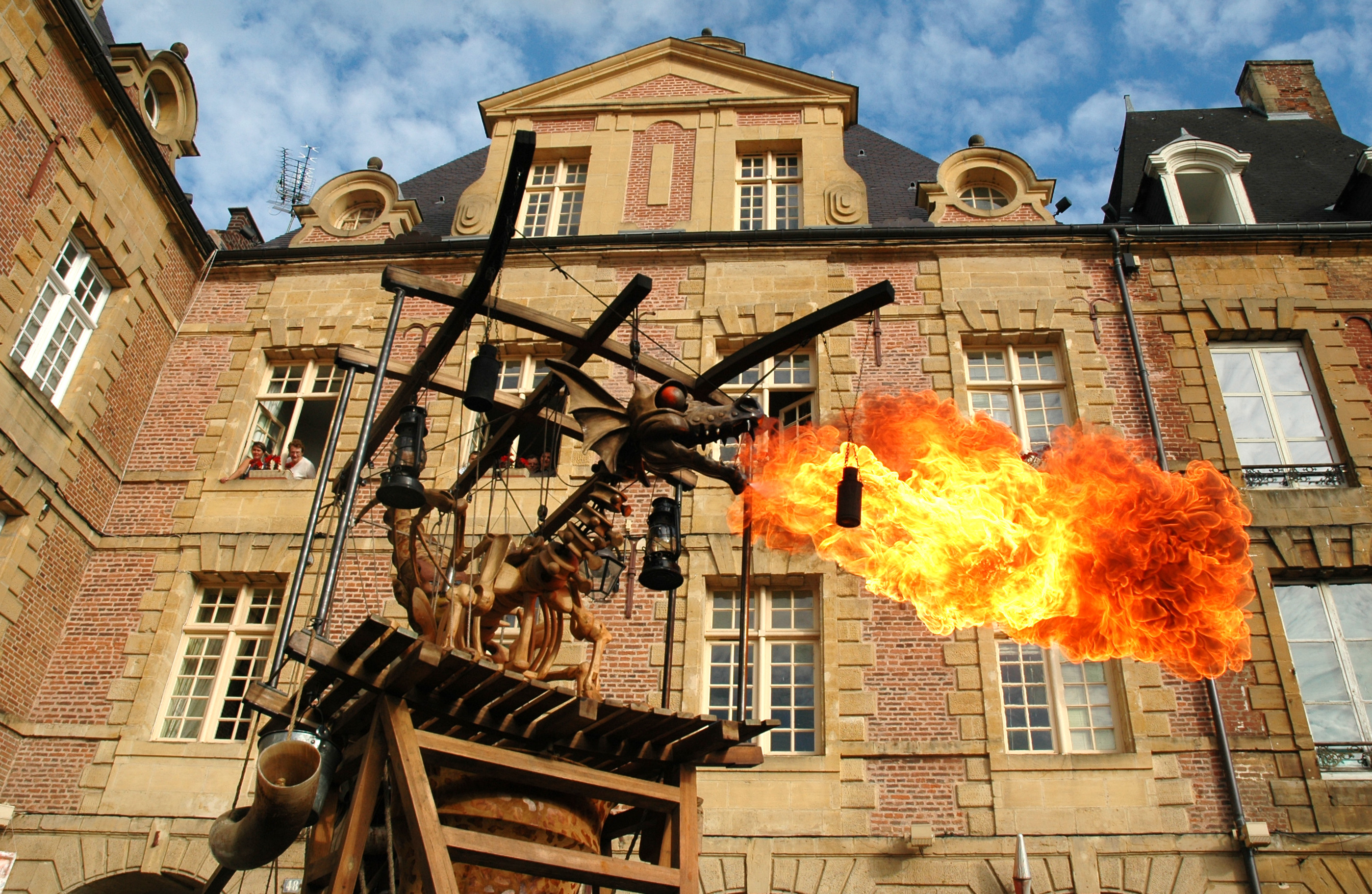
Lors du Festival mondial de marionnettes de Charleville.

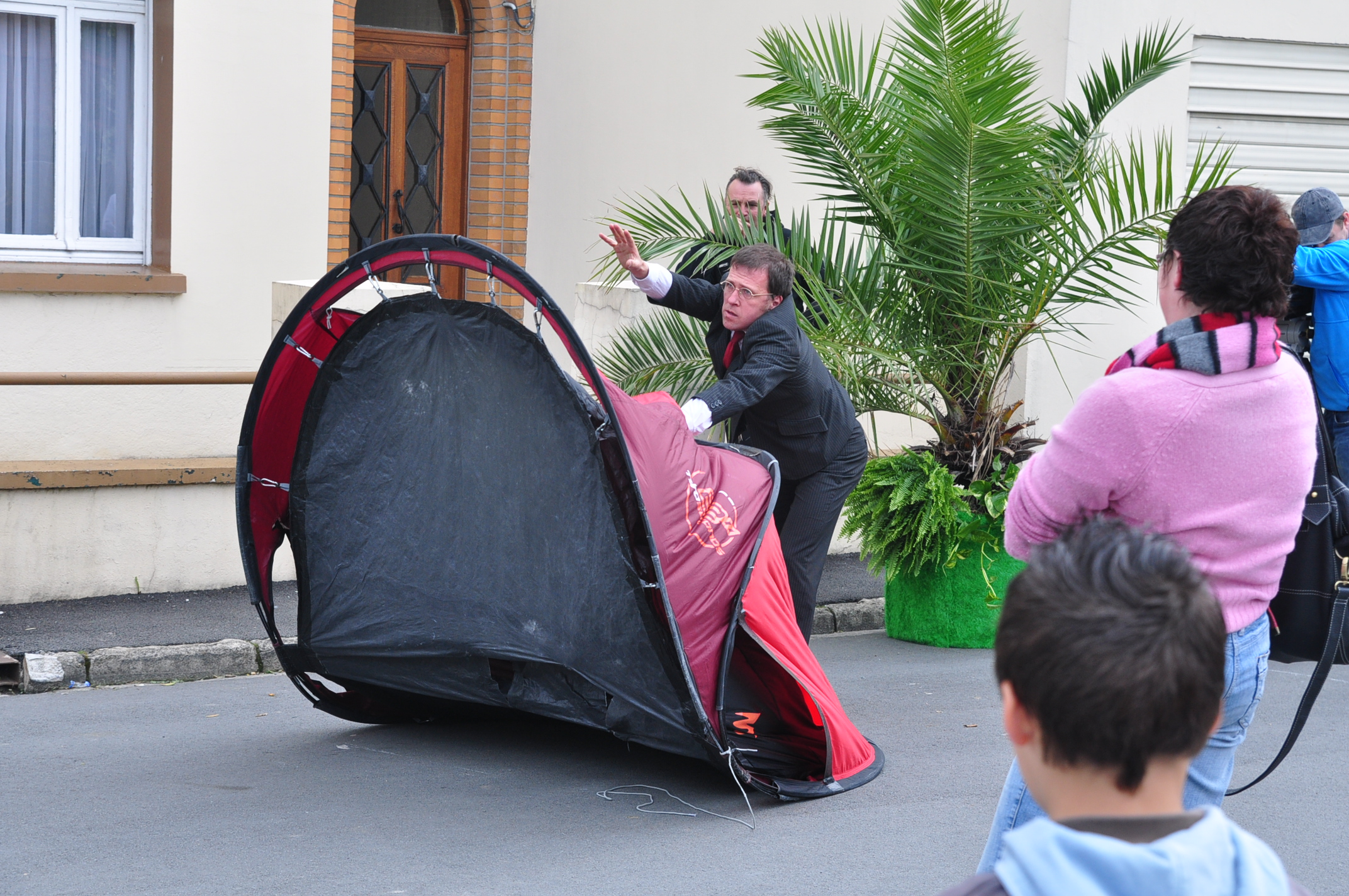
La tente Quechua 2 secondes spectacle de la « compagnie du petit monsieur ».

En Belgique a lieu en août depuis 1973 le Festival international des arts de la rue de Chassepierre.

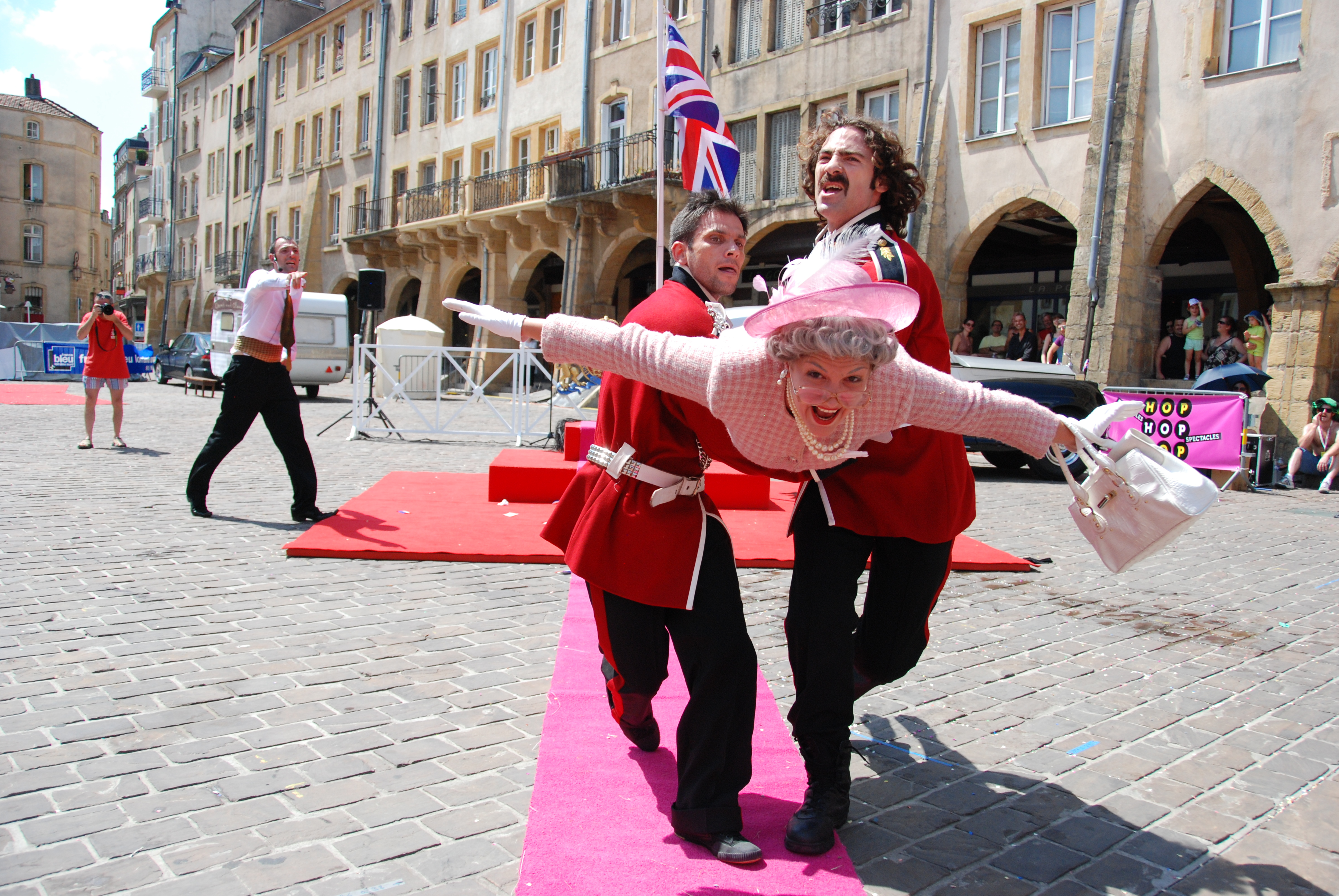
Représentation du spectacle The Queen French World Tour de la Company Deracinemoa sur la place Saint-Louis pendant le festival Hop Hop Hop à Metz.

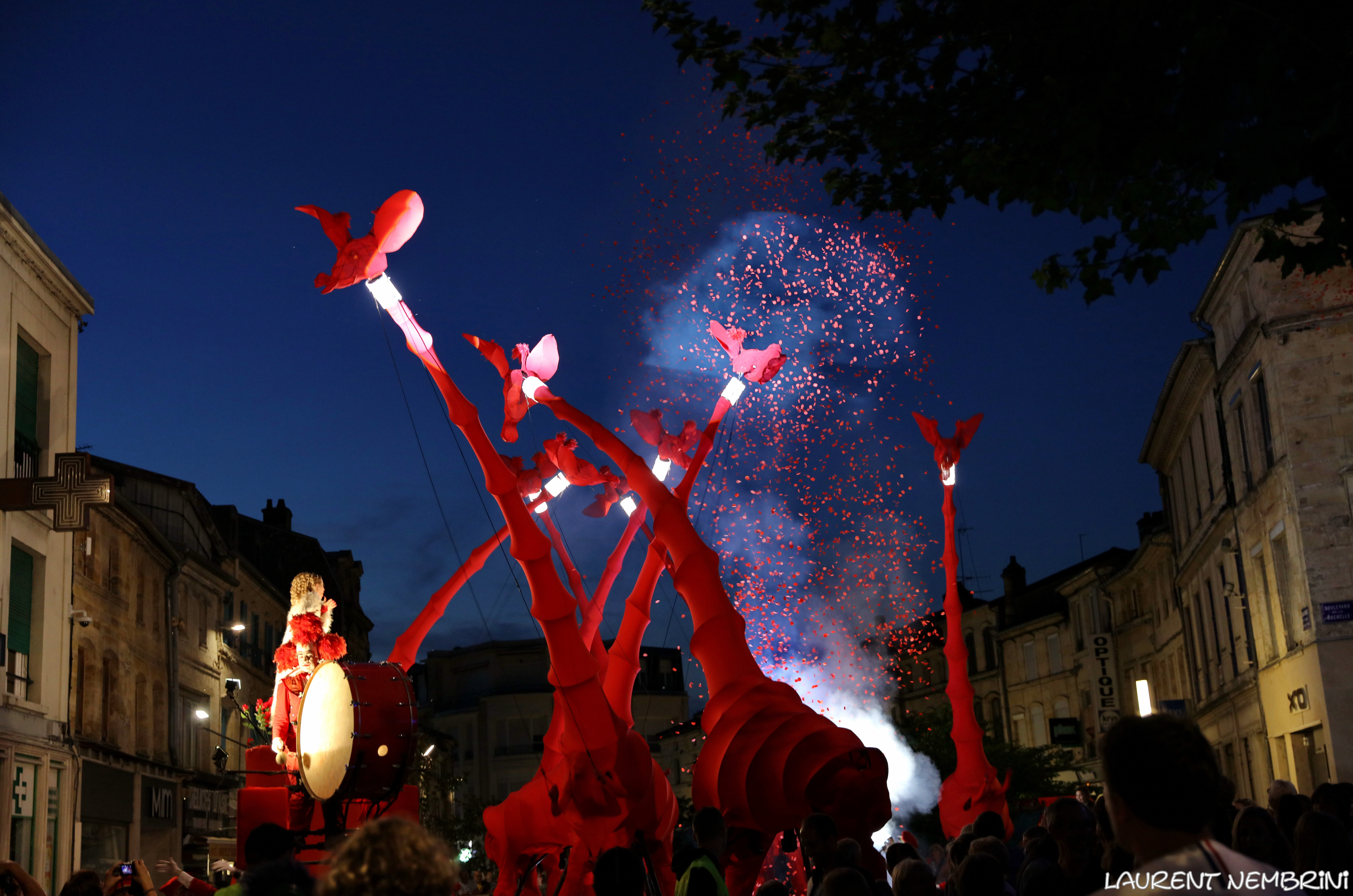
BAR LE DUC - Festival RenaissanceS 2018 - Compagnie Off, Les Girafes

En Suisse se déroule depuis 1993 en août La Plage des Six Pompes.
| Département    | Ville                | Festival                                 | Création              | Période   |
| -------------- | -------------------- | ---------------------------------------- | --------------------- | --------- |
| Aveyron        | Divers               | Festival en Bastides                     | 22ème édition en 2022 | Août      |
| Cantal         | Aurillac             | Festival international de théâtre de rue | 1986                  | Août      |
| Charente       | Cognac               | Coup de chauffe                          | 1995                  | Septembre |
| Haute-Savoie   | Thonon-les-Bains     | Les Fondus du Macadam,                   | 1996                  | Août      |
| Loire          | Verrières-en-Forez   | Les Monts de la Balle,                   | 1996                  | Juin      |
| Maine-et-Loire | Angers               | Accroche-Cœurs                           | 1999                  | Septembre |
| Marne          | Châlons-en-Champagne | Furies                                   | 1990                  | Juin      |
| Moselle        | Metz                 | Hop Hop Hop                              | 2010                  | Juillet   |
| Saône-et-Loire | Chalon-sur-Saône     | Chalon dans la rue                       | 1987                  | Juillet   |
| Sarthe         | La Flèche            | Les Affranchis                           | 1993                  | Juillet   |
| Seine-Maritime | Sotteville-lès-Rouen | Viva Cité,                               | 35ème édition en 2024 | Juin      |

## Institutions en France
Le secteur culturel des arts de la rue français est géré par différentes institutions.
Les Centres Nationaux des Arts de la Rue et de l'Espace Public (CNAREP) sont dédiés à la création  artistique, à la production et à la diffusion de spectacles de rue.
ARTCENA est une structure créée de la fusion du Centre National du Théâtre et de Hors les murs en 2016 et accompagne -entre autres- le développement des arts de la rue.
La Fédération Nationale de Arts de la Rue (FNAR) est une association qui promeut les arts de la rue à l'échelle nationale et internationale.
Par ailleurs, de nombreuses collectivités, lieux de résidences, associations et collectifs soutiennent la pratique des arts de la rue.

## Filmographie
Au théâtre qui rue un film d'Olivier Stephan, « retour sur les 40 ans de carrière de Jacques Livchine et Hervée de Lafond » avec le Théatre de l'Unité.